# 鎮遠県

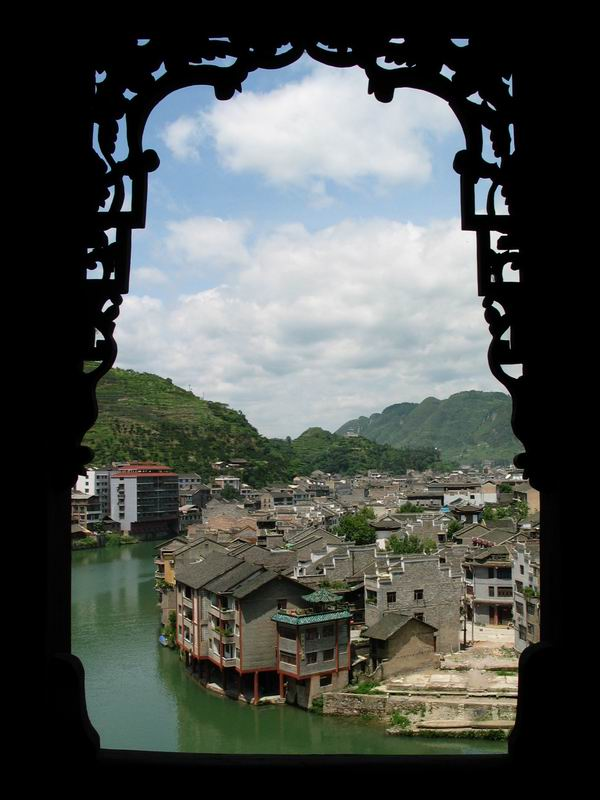
鎮遠県の風景

鎮遠県（ちんえん-けん）は中華人民共和国貴州省黔東南ミャオ族トン族自治州に位置する県。
古い町並みの風景は2019年に中国の5A級観光地に認定された。

## 行政区画
下部に8鎮、3郷、1民族郷を管轄する
- 鎮
  - 㵲陽鎮、蕉渓鎮、青渓鎮、羊坪鎮、羊場鎮、都坪鎮、金堡鎮、江古鎮
- 郷
  - 涌渓郷、報京郷、大地郷
- 民族郷
  - 尚寨トゥチャ族郷

## 交通

### 鉄道
- 中国鉄路総公司
  - 滬昆線

（貴陽方面）- 水花駅 - 鎮遠駅 - 蕉渓駅 - 青渓駅 - 羊坪駅 -（上海方面）

### 道路

鎮遠県のパノラマ

- 高速道路
  - 滬昆高速道路
  - S25 沿榕高速道路
- 国道
  - G320国道